# قلعة سانت بيير

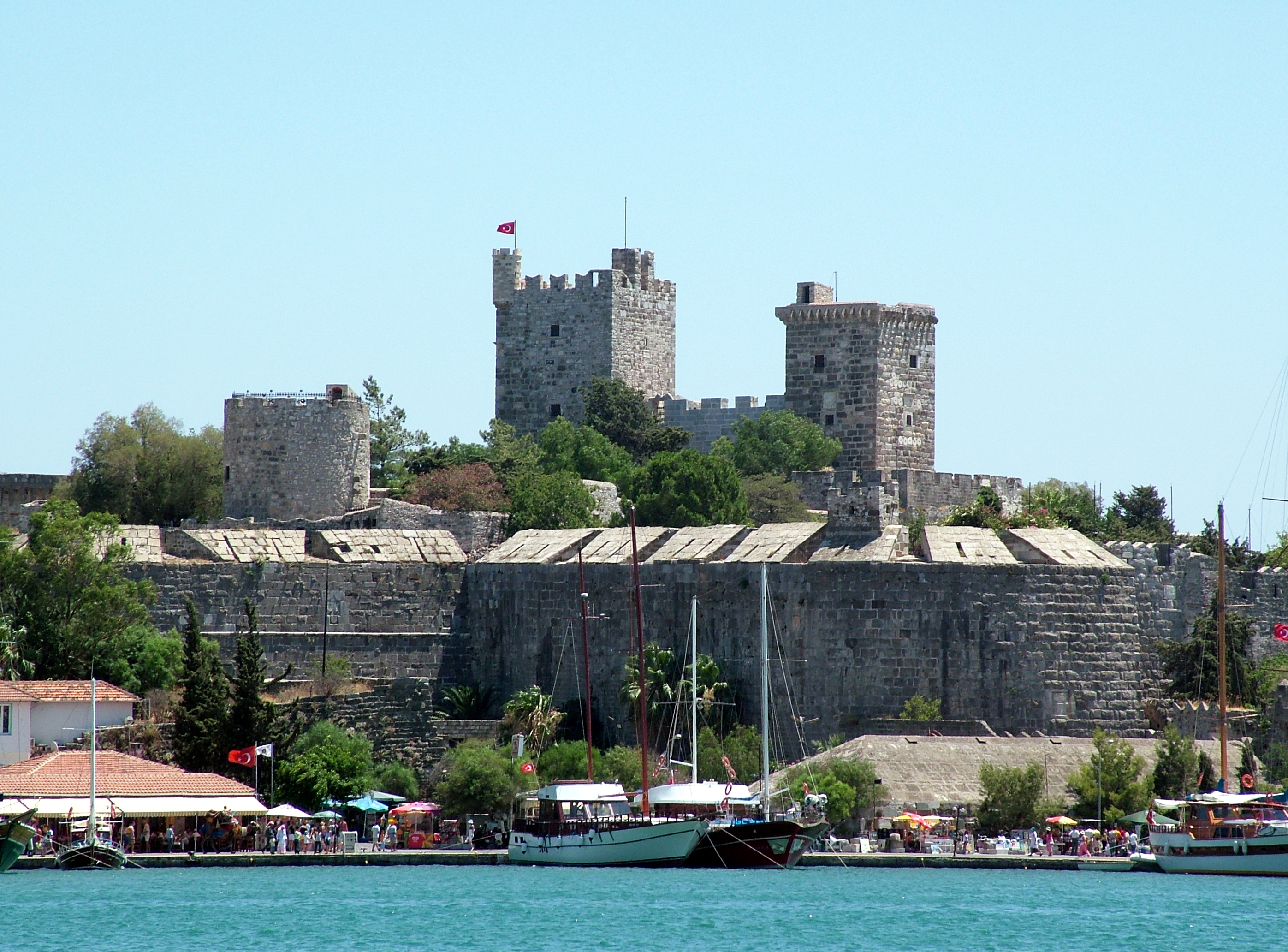
قلعة بودروم

قلعة بودروم أو قلعة سانت بيير أو قلعة القديس بطرس، هي قلعة توجد قرب بودروم في تركيا وبناها فرسان الصليبيين الإسبتارية عام 1402م.